# John Komlos
 (mai 2022).
La mise en forme du texte ne suit pas les recommandations de Wikipédia : il faut le « wikifier ».
Les points d'amélioration suivants sont les cas les plus fréquents. Le détail des points à revoir est peut-être précisé sur la page de discussion.
- Les titres sont pré-formatés par le logiciel. Ils ne sont ni en capitales, ni en gras.
- Le texte ne doit pas être écrit en capitales (les noms de famille non plus), ni en gras, ni en italique, ni en « petit »…
- Le gras n'est utilisé que pour surligner le titre de l'article dans l'introduction, une seule fois.
- L'italique est rarement utilisé : mots en langue étrangère, titres d'œuvres, noms de bateaux, etc.
- Les citations ne sont pas en italique mais en corps de texte normal. Elles sont entourées par des guillemets français : « et ».
- Les listes à puces sont à éviter, des paragraphes rédigés étant largement préférés. Les tableaux sont à réserver à la présentation de données structurées (résultats, etc.).
- Les appels de note de bas de page (petits chiffres en exposant, introduits par l'outil «  Source ») sont à placer entre la fin de phrase et le point final[comme ça].
- Les liens internes (vers d'autres articles de Wikipédia) sont à choisir avec parcimonie. Créez des liens vers des articles approfondissant le sujet. Les termes génériques sans rapport avec le sujet sont à éviter, ainsi que les répétitions de liens vers un même terme.
- Les liens externes sont à placer uniquement dans une section « Liens externes », à la fin de l'article. Ces liens sont à choisir avec parcimonie suivant les règles définies. Si un lien sert de source à l'article, son insertion dans le texte est à faire par les notes de bas de page.
- La présentation des références doit suivre les conventions bibliographiques. Il est recommandé d'utiliser les modèles {{Ouvrage}}, {{Chapitre}}, {{Article}}, {{Lien web}} et/ou {{Bibliographie}}. Le mode d'édition visuel peut mettre en forme automatiquement les références.
- Insérer une infobox (cadre d'informations à droite) n'est pas obligatoire pour parachever la mise en page.

Pour une aide détaillée, merci de consulter Aide:Wikification.
Si vous pensez que ces points ont été résolus, vous pouvez retirer ce bandeau et améliorer la mise en forme d'un autre article.
John Komlos, né le 28 décembre 1944 à Budapest, est un historien de l'économie américain d'origine hongroise et ancien titulaire de la chaire d'histoire économique à l'Université de Munich pendant dix-huit ans.
Dans les années 1980, Komlos a contribué à l'émergence de l'histoire anthropométrique, l'étude de l'effet du développement économique sur les résultats biologiques humains tels que la stature physique,.

## Biographie
Komlos a obtenu un doctorat en histoire (1978) et un second doctorat en économie (1990) de l'Université de Chicago, où il a été influencé par l'historien économique Robert Fogel pour effectuer des recherches sur l'histoire économique de la stature physique humaine. Komlos a baptisé cette nouvelle discipline "histoire anthropométrique" en 1989. Il a été membre du Carolina Population Center de l'Université de Caroline du Nord à Chapel Hill de 1984 à 1986. Komlos a également enseigné à l'Université Harvard, l'Université Duke, à l'Université de Caroline du Nord à Chapel Hill, à l'Université de Vienne et à l' Université d'économie de Vienne . Il a été professeur d'économie et d'histoire économique à l'Université de Munich pendant dix-huit ans avant de prendre sa retraite. Il est également le rédacteur fondateur de Economics and Human Biology en 2003. 
Grâce à ce programme de recherche, il est devenu un économiste humaniste, réalisant que l'économie conventionnelle ne reflète pas bien le fonctionnement de l'économie réelle. Depuis la crise financière de 2008, il écrit sur les questions économiques actuelles d'un point de vue humaniste. Son manuel, Foundations of Real-World Economics, plaide pour un « capitalisme à visage humain ».
Komlos a été élu Fellow de la Cliometric Society en 2013. Komlos a également tenu un blog pour PBS sur les affaires économiques actuelles et plus récemment a écrit un manuel d'économie en 2014.